# Ubisoft Montreal
A Ubisoft Divertissements Inc., cujo nome comercial é Ubisoft Montreal, é um estúdio da desenvolvedora de jogos eletrônicos francesa Ubisoft localizada em Montreal, Canadá. Fundada como uma subsidiária da Ubisoft em 1997, inicialmente desenvolvendo projetos de pequeno porte, o estúdio é agora um dos maiores do mundo, com mais de 1.700 empregados em dezembro de 2008, sendo a responsável por desenvolver, entre outros, jogos da série Prince of Persia, Far Cry, Assassin's Creed, e da franquia Tom Clancy.